# ویتوورث، لانکاشر
latitudeویتوورث، لانکاشرlongitudeویتوورث، لانکاشر
ویتوورث، لانکاشر (به انگلیسی: Whitworth, Lancashire) یک منطقهٔ مسکونی در انگلستان است که در شمال غربی انگلستان واقع شده‌است.

## نگارخانه

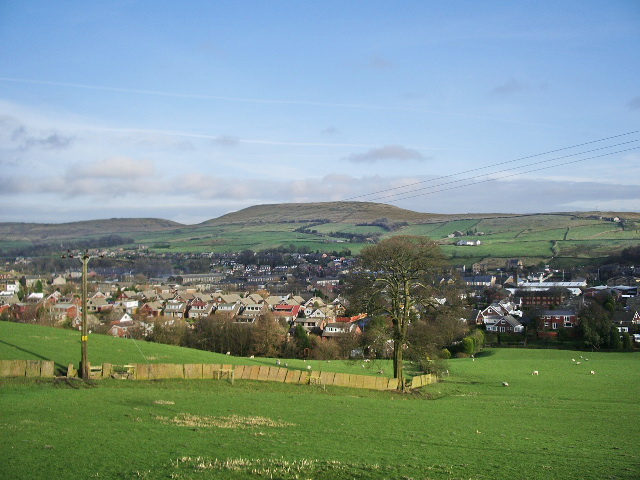
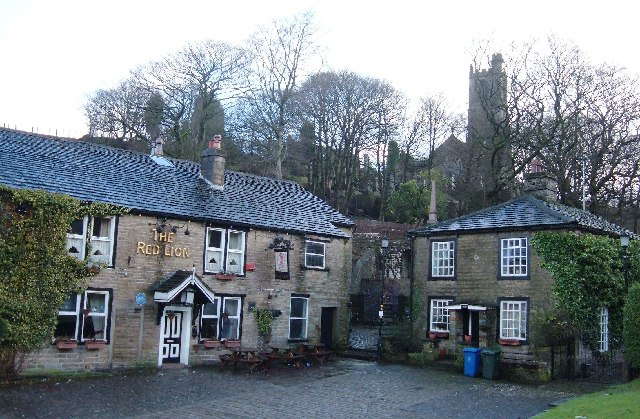
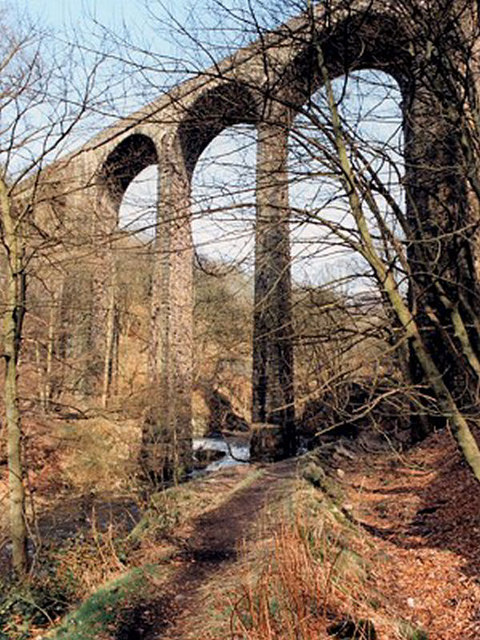
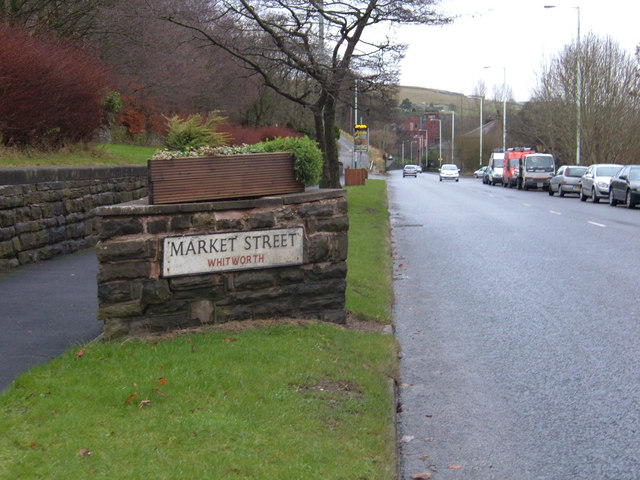

## خصوصیات
ویتوورث ۷٬۵۰۰ نفر جمعیت دارد.